# Nippon Kokan Soccer Club 1985-1986
Questa voce raccoglie le informazioni riguardanti il Nippon Kokan Soccer Club nelle competizioni ufficiali della stagione 1985-1986.

## Stagione
Grazie a delle buone prestazioni fornite dai giocatori (tra cui Tomoyasu Asaoka, che risultò il miglior fornitore di assist e Nobuyo Fujishiro, terzo nella classifica cannonieri), il Nippon Kokan giunse secondo in Japan Soccer League, sia pure senza mai inserirsi concretamente nella lotta al titolo. Meno rilevanti furono le prestazioni in coppa di Lega, dove fu eliminato al secondo turno dal Mitsubishi Heavy Industries e in coppa nazionale ai quarti di finale dal Nissan Motors.

## Maglie e sponsor
Le divise sono prodotte dall'Adidas.
| Manica sinistra · Manica sinistra · Maglietta · Maglietta · Manica destra · Manica destra · Pantaloncini · Pantaloncini · Calzettoni · Calzettoni |

## Rosa
| N. |                     | Ruolo | Calciatore        |
| -- | ------------------- | ----- | ----------------- |
|    | Giappone (bandiera) | P     | Tatsuji Sakonjū   |
|    | Giappone (bandiera) | P     | Kiyotaka Matsui   |
|    | Giappone (bandiera) | D     | Hisao Kuramata    |
|    | Giappone (bandiera) | D     | Kazuya Fukui      |
|    | Giappone (bandiera) | D     | Kuniharu Nakamoto |
|    | Giappone (bandiera) | D     | Hiroaki Sakamoto  |
|    | Giappone (bandiera) | D     | Koichi Osono      |
|    | Giappone (bandiera) | D     | Kōji Tanaka       |
|    | Giappone (bandiera) | D     | Kikuo Inagaki     |
|    | Giappone (bandiera) | D     | Kenji Saito       |
|    | Giappone (bandiera) | C     | Nobuo Fujishima   |
|    | Giappone (bandiera) | C     | Yoichi Hayashi    |

| N. |                     | Ruolo | Calciatore        |
| -- | ------------------- | ----- | ----------------- |
|    | Giappone (bandiera) | C     | Akira Kawakami    |
|    | Giappone (bandiera) | C     | Osamu Konishi     |
|    | Giappone (bandiera) | C     | Takashi Sakai     |
|    | Giappone (bandiera) | C     | Koji Oikawa       |
|    | Giappone (bandiera) | C     | Masami Shosoku    |
|    | Giappone (bandiera) | C     | Kuniya Yamamoto   |
|    | Giappone (bandiera) | A     | Tomoyasu Asaoka   |
|    | Giappone (bandiera) | A     | Nobuyo Fujishiro  |
|    | Giappone (bandiera) | A     | Toshio Matsuura   |
|    | Giappone (bandiera) | A     | Hiroyasu Mukai    |
|    | Giappone (bandiera) | A     | Katsuyoshi Tamura |

## Statistiche

### Statistiche di squadra
| Competizione          | Punti | Totale | Totale | Totale | Totale | Totale | Totale | DR  |
| Competizione          | Punti | G      | V      | N      | P      | Gf     | Gs     | DR  |
| --------------------- | ----- | ------ | ------ | ------ | ------ | ------ | ------ | --- |
| JSL Division 1        | 28    | 22     | 13     | 2      | 7      | 39     | 22     | +17 |
| JSL Cup               | -     | 2      | 1      | 0      | 1      | 6      | 2      | +4  |
| Coppa dell'Imperatore | -     | 3      | 2      | 0      | 1      | 8      | 3      | +5  |
| Totale                | -     | 27     | 16     | 2      | 9      | 48     | 26     | +22 |

### Statistiche dei giocatori
| Giocatore    | JSL      | JSL  | JSL         | JSL        | JSL Cup  | JSL Cup | JSL Cup     | JSL Cup    | Coppa dell'Imperatore | Coppa dell'Imperatore | Coppa dell'Imperatore | Coppa dell'Imperatore | Totale   | Totale | Totale      | Totale     |
| Giocatore    | Presenze | Reti | Ammonizioni | Espulsioni | Presenze | Reti    | Ammonizioni | Espulsioni | Presenze              | Reti                  | Ammonizioni           | Espulsioni            | Presenze | Reti   | Ammonizioni | Espulsioni |
| ------------ | -------- | ---- | ----------- | ---------- | -------- | ------- | ----------- | ---------- | --------------------- | --------------------- | --------------------- | --------------------- | -------- | ------ | ----------- | ---------- |
| T. Asaoka    | 21       | 2    | ?           | ?          | ?        | ?       | ?           | ?          | ?                     | ?                     | ?                     | ?                     | 21+      | 2+     | ?           | ?          |
| N. Fujishiro | 22       | 11   | ?           | ?          | ?        | ?       | ?           | ?          | ?                     | ?                     | ?                     | ?                     | 22+      | 11+    | ?           | ?          |
| K. Fukui     | 10       | 1    | ?           | ?          | ?        | ?       | ?           | ?          | ?                     | ?                     | ?                     | ?                     | 10+      | 1+     | ?           | ?          |
| Y. Hayashi   | 1        | 0    | ?           | ?          | ?        | ?       | ?           | ?          | ?                     | ?                     | ?                     | ?                     | 1+       | 0+     | ?           | ?          |
| A. Kawakami  | 21       | 1    | ?           | ?          | ?        | ?       | ?           | ?          | ?                     | ?                     | ?                     | ?                     | 21+      | 1+     | ?           | ?          |
| M. Konishi   | 11       | 1    | ?           | ?          | ?        | ?       | ?           | ?          | ?                     | ?                     | ?                     | ?                     | 11+      | 1+     | ?           | ?          |
| H. Kuramata  | 17       | 2    | ?           | ?          | ?        | ?       | ?           | ?          | ?                     | ?                     | ?                     | ?                     | 17+      | 2+     | ?           | ?          |
| K. Matsui    | 20       | -?   | ?           | ?          | ?        | ?       | ?           | ?          | ?                     | ?                     | ?                     | ?                     | 20+      | 0+     | ?           | ?          |
| T. Matsuura  | 21       | 10   | ?           | ?          | ?        | ?       | ?           | ?          | ?                     | ?                     | ?                     | ?                     | 21+      | 10+    | ?           | ?          |
| H. Mukai     | 4        | 0    | ?           | ?          | ?        | ?       | ?           | ?          | ?                     | ?                     | ?                     | ?                     | 4+       | 0+     | ?           | ?          |
| K. Nakamoto  | 22       | 0    | ?           | ?          | ?        | ?       | ?           | ?          | ?                     | ?                     | ?                     | ?                     | 22+      | 0+     | ?           | ?          |
| K. Oikawa    | 22       | 4    | ?           | ?          | ?        | ?       | ?           | ?          | ?                     | ?                     | ?                     | ?                     | 22+      | 4+     | ?           | ?          |
| K. Saito     | 0        | 0    | 0           | 0          | ?        | ?       | ?           | ?          | ?                     | ?                     | ?                     | ?                     | 0+       | 0+     | 0+          | 0+         |
| H. Sakamoto  | 0        | 0    | 0           | 0          | ?        | ?       | ?           | ?          | ?                     | ?                     | ?                     | ?                     | 0+       | 0+     | 0+          | 0+         |
| T. Sakonju   | 2        | -?   | ?           | ?          | ?        | ?       | ?           | ?          | ?                     | ?                     | ?                     | ?                     | 2+       | 0+     | ?           | ?          |
| K. Osono     | 21       | 0    | ?           | ?          | ?        | ?       | ?           | ?          | ?                     | ?                     | ?                     | ?                     | 21+      | 0+     | ?           | ?          |
| K. Tamura    | 22       | 6    | ?           | ?          | ?        | ?       | ?           | ?          | ?                     | ?                     | ?                     | ?                     | 22+      | 6+     | ?           | ?          |
| K. Tanaka    | 15       | 0    | ?           | ?          | ?        | ?       | ?           | ?          | ?                     | ?                     | ?                     | ?                     | 15+      | 0+     | ?           | ?          |
| K. Inagaki   | 6        | 0    | ?           | ?          | ?        | ?       | ?           | ?          | ?                     | ?                     | ?                     | ?                     | 6+       | 0+     | ?           | ?          |